# Polonowodór
Polonowodór, H
2Po – nieorganiczny związek chemiczny z grupy wodorków kowalencyjnych, połączenie polonu i wodoru. Jest drugim po wodzie wodorkiem pierwiastka grupy 16 występującym w stanie ciekłym. Jest to związek niestabilny (rozpada się na pierwiastki składowe), radioaktywny (ze względu na obecność polonu) oraz lotny. Jak wszystkie związki polonu jest nadzwyczaj toksyczny.

## Otrzymywanie
W odróżnieniu od H
2O, H
2S i H
2Se, polonowodór (podobnie jak H
2Te) nie może zostać uzyskany poprzez ogrzewanie mieszaniny składowych pierwiastków. Niepowodzeniem zakończyły się próby syntezy polonowodoru w reakcji chlorku polonu(IV) PoCl
4 z tetrahydroglinianem litu Li[AlH
4] (w reakcji powstaje jedynie pierwiastkowy polon) oraz przez traktowanie polonku magnezu MgPo rozcieńczonym kwasem solnym. Nie wyklucza się jednak, że negatywne wyniki tych prób wynikają z szybkiej radiolizy polonowodoru zaraz po jego powstawaniu.
Polonowodoru nie uzyskano w ilościach mierzalnych wagowo. Śladowe ilości tego związku (rzędu pikogramów) otrzymano prawdopodobnie poprzez działanie kwasu solnego na folię magnezową pokrytą polonem. Wyjściowy materiał można uzyskać przez osadzanie polonu na magnezie metodą chemiczną lub elektrochemiczną. W drugim podejściu przeprowadza się elektrolizę zakwaszonego roztworu chlorku polonu(IV) przy użyciu folii magnezowej jako katody.
Podobne podejście to działanie pyłem magnezowym na mieszaninę reakcyjną polonu z rozcieńczonym kwasem solnym. Ponadto spekuluje się, że obserwowana dyfuzja śladowych ilości polonu w palladzie czy platynie nasyconych wodorem może świadczyć o powstawaniu polonowodoru. Możliwe jest też, że śladowe ilości tego związku otrzymano w reakcji polonu metalicznego z wodorem in statu nascendi.
Powstający przypuszczalnie polonowodór wykrywa się metodami pośrednimi, np. poprzez roztworzenie poreakcyjnej folii magnezowej w rozcieńczonym kwasie i wprowadzenie powstałego gazu do elektroskopu, którego aktywność wskazuje na obecność H
2Po. Przeprowadzenie tego doświadczenia jest jednak utrudnione ze względu na nieodwracalne uszkodzenie elektroskopu po każdym eksperymencie.
Próby potwierdzenia istnienia polonowodoru przeprowadzone w Mound Laboratory zakończyły się niepowodzeniem.
W nowszych badaniach (jednak nieopublikowanych w czasopiśmie naukowym) postulowano powstawanie polonowodoru w reakcji polonku ołowiu(II) PbPo, powstałego przez napromieniowanie neutronami stopu eutektycznego ołowiu i bizmutu (LBE):
z wodorem: PbPo + H
2 ⇄ H
2Po + Pb
z parą wodną: PbPo + H
2O ⇄ H
2Po + PbO
Reakcje prowadzono w temperaturze 425–500 °C, a postulowany H
2Po był wychwytywany w płuczkach zawierających 0,1 M NaOH.

## Właściwości
Polon ma najsilniejsze właściwości metaliczne spośród tlenowców, a polonowodór jest najmniej trwały spośród wodorków pierwiastków tej grupy. Ponieważ polonowodór uzyskano jedynie w śladowych ilościach, a dodatkowo jest związkiem bardzo nietrwałym, jego właściwości są słabo poznane i niepewne. Oznaczona została jego temperatura topnienia (−35,3 °C) i wrzenia (36,1 °C). W badaniach z lat 50. XX w. stwierdzono, że ulega rozkładowi w wilgotnym powietrzu lub wilgotnym wodorze, podczas przepuszczania przez roztwory zasadowe oraz przez roztwór azotanu srebra. Jego rozpad wywołują też środki suszące (chlorek wapnia czy pięciotlenek fosforu). Rozkłada się także podczas prób kondensacji w niskich temperaturach.

## Sole
Formalnie kwas polonowodorowy tworzy sole – polonki, zawierające aniony Po2−
, np. MgPo, PbPo, Na
2Po i inne (PtPo
2, NiPo, Ag
2Po, BePo, CaPo, czyli polonki bizmutu, tantalu, molibdenu, wolframu, złota, rtęci i manganu).